# I. Leo Glasser
Israel Leo Glasser (nacido el 6 de abril de 1924), también conocido como I. Leo Glasser o Leo Glasser, es un  es un Juez Senior de distrito de los Estados Unidos del Tribunal de Distrito de los Estados Unidos para el Distrito Este de Nueva York.

## Educación y carrera
Nació en Nueva York, Nueva York el 6 de abril de 1924.
Glasser se graduó en el City College de Nueva York en 1943 y sirvió en el Ejército de Estados Unidos en Europa durante la Segunda Guerra Mundial. Fue condecorado con la Estrella de Bronce al valor durante su servicio en el teatro europeo.[cita requerida]
A su regreso de la guerra, Glasser se licenció en derecho por la Escuela de Derecho de Brooklyn en 1948, e inmediatamente comenzó a dar clases en la facultad. Formó parte del profesorado hasta 1969, cuando fue nombrado juez del Tribunal de Familia de Nueva York.[cita requerida]
Durante años, Glasser impartió conferencias a miles de estudiantes de Derecho que se preparaban para el examen de acceso a la abogacía de Nueva York sobre prácticamente todos los temas que se tratan en el examen.[cita requerida]
Regresó a la Facultad de Derecho de Brooklyn en 1977 para ser su decano, cargo que ocupó hasta 1981, cuando fue propuesto para la judicatura federal.

## Servicio judicial federal
Glasser fue nominado por el presidente Ronald Reagan el 23 de noviembre de 1981, para un puesto en el Tribunal de Distrito de los Estados Unidos para el Distrito Este de Nueva York vacante por el Juez Jacob Mishler. Fue confirmado por el Senado de los Estados Unidos el 9 de diciembre de 1981, y recibió el encargo el 10 de diciembre de 1981. Asumió el estatus senior el 1 de julio de 1993.

## Casos notables
Glasser ha presidido varios juicios de alto perfil durante su mandato, el más notable de los cuales fue el juicio del mafioso John Gotti. El fiscal de ese caso, John Gleeson, también pasaría a formar parte del tribunal federal del Distrito Este..[cita requerida]
El juez Glasser también presidió un juicio por terrorismo en el que estaba implicada una organización apodada "Los Cinco de Ohio" y presidió otros juicios y procedimientos importantes contra el crimen organizado, incluida la condena de Vincent Gigante, el jefe de la familia criminal Genovese..[cita requerida]